# 仆散毅夫
仆散毅夫（?—?），女真仆散部人，姓仆散。金朝大臣，金宣宗时参知政事。
金宣宗贞祐四年（1216年）仆散毅夫充任贺宋正旦使。兴定元年（1217年）八月丙寅，左司谏仆散毅夫请求更改开封府号，赐美名，以尉氏县为刺史州，睢州为防御使州，与郑州、延州二州左右前后辅卫京师。金宣宗说：“山陵在中都，朕岂能乐意长久居于此地？”于是作罢。兴定五年（1221年）三月十一，参知政事徒单思忠进升为尚书右丞、兼修国史，太子詹事仆散毅夫为参知政事。十月癸丑，仆散毅夫奉命行尚书省于南京（今河南开封）东路，督诸军刍粮。元光二年（1223年）五月十七，参知政事仆散毅夫上奏：“胁从人号称‘忠孝军’，而沿淮河安置的人所作所为多有不法，请防备他们。”金宣宗说：“人心无常，看驾驭的怎么样了。驾驭有术，远方尚且听命，何况此辈！不然的话，虽在左右也难防范。正在宽宏大量而已。如果这样还是不能达到太平，就是命运了。”